# Borisovka (Oblast' di Belgorod)
Borisovka è una cittadina della Russia europea sudoccidentale, situata nella oblast' di Belgorod; appartiene amministrativamente al rajon Borisovskij, del quale è il capoluogo.
Sorge nella parte occidentale della oblast', sulle sponde del fiume Vorskla (affluente del Dnepr).